# Cyrtolobus distinguendus
Cyrtolobus distinguendus är en insektsart som beskrevs av Fowler. Cyrtolobus distinguendus ingår i släktet Cyrtolobus och familjen hornstritar. Inga underarter finns listade i Catalogue of Life.